# Daniel Boukman
Pour les articles homonymes, voir Boukman.
Daniel Boukman, pseudonyme de Daniel Blérald, est un écrivain, poète, dramaturge et enseignant français né à Fort-de-France le 15 avril 1936.

## Biographie
Après des études de lettres classiques à la Sorbonne à partir de 1964 - il milite alors au sein de l'Association des étudiants martiniquais -, Daniel Boukman quitte la France pour le Maroc en octobre 1961 en raison de son refus de participer à une guerre coloniale. Il enseigne ensuite le français en Algérie de 1962 à 1981, période au cours de laquelle il écrit ses premières pièces de théâtre.
Sa pièce Les Négriers a été adaptée au cinéma par Med Hondo, en 1979, sous le titre West Indies ou les nègres marrons de la liberté.
Il a publié également des recueils de poésie, la plupart en langue créole, ainsi qu'un hommage à Frantz Fanon.

## Publications

### Poésie
- (cpf) Chilktay pawôl : Titbits of discourse  (ill. Ali Randalls), Schœlcher, Éditions Mabouya, 1994 (OCLC 1112909513)
- A toutes les langues du monde que l'on étouffe, Ecole Estienne, 1996 (OCLC 763020639)

### Théâtre
- Les Négriers, P.J. Oswald, 1971; L’Harmattan, 1978
- Ventres pleins, ventres creux, P. J. Oswald, 1971 ; L’Harmattan, 1980, 1992, 1998
- Et jusqu'à la dernière pulsation de nos veines, L’Harmattan, 1976, 1993, 1998
- Délivrans ! une farce sérieuse, L’Harmattan, 1995
- La véridique histoire de Hourya, New Legend Éditions, 2001

### Divers
- Frantz Fanon. Traces d'une vie exemplaire, L'Harmattan, 2016

## Distinction
- 1992 : Prix Carbet de la Caraïbe pour l'ensemble de son œuvre[3]